# Saajan
Saajan (hindi: साजन, urdu: ساجن) – bollywoodzki dramat miłosny z 1991 roku wyreżyserowany przez Lawrence’a D’Souzę. W rolach głównych  Sanjay Dutt, Madhuri Dixit i  Salman Khan. Trójkąt miłosny  w relacji braterskiej z motywem z Cyrano de Bergerac.

## Fabuła
Aman od dziecka musi mierzyć się z bezsilnością i samotnością. Okulawiony, wyśmiewany przez rówieśników sierota znalazł obrońcę w pogodnym, ufnym Akashu. Rodzice Akasha widząc przyjaźń łączącą chłopców adoptują Amana. Gdy chłopcy dorastają, spokojny, wrażliwy i odpowiedzialny Aman (Sanjay Dutt) staje się dumą rodziców. Akash (Salman Khan), kochany i rozpieszczany żyje wciąż wypatrując kolejnej dziewczyny, z którą może flirtować, którą może przytulać. Mimo to swoją promiennością zawsze potrafi rozbroić rodziców i Amana. Kalectwo uczyniło Amana kimś, kto mimo miłości rodziców i brata, ma w sobie ból oddzielenia od innych ludzi, doświadcza samotności. Przelewa swoje doświadczenia na papier w tajemnicy przed wszystkimi wydając wiersze. Pod pseudonimem Sagar. Jego poezja zdobywa serce wrażliwej, młodziutkiej właścicielki księgarni w Ooty. Piszą do siebie coraz bardziej płomienne listy. Jednak gdy Aman poznaje Pooję (Madhuri Dixit) osobiście, nie śmie wyjawić, że jest jej ukochanym Sagarem. Poświęca swoją miłość, gdy okazuje się, że lekkomyślny Akash pierwszy raz w życiu naprawdę kogoś pokochał. Aman podsuwa mu pomysł zdobycia serca Pooji – ma przedstawić się dziewczynie jako jej wytęskniony Sagar.

## Obsada
- Sanjay Dutt... Aman Verma/Sagar
- Salman Khan... Akash Verma
- Madhuri Dixit... Pooja Saxena
- Laxmikant Berde... Laxmi
- Kader Khan... Rajiv Verma
- Reema Lagoo... Kamla Verma

## Nagrody
- Nagroda Filmfare za Najlepszą Muzykę (1992) – Nadeem Saifi, Shravan Rathod
- Nagroda Filmfare za Najlepszy Playback Męski (1992) – Kumar Sanu za piosenkę "Mera dil bhi".
- nominacja  do  Nagrody Filmfare dla Najlepszego Aktora (1992) – Sanjay Dutt
- nominacja do  Nagrody Filmfare dla Najlepszej Aktorki (1992) – Madhuri Dixit

## Piosenki
| Piosenkę                        | śpiewa                                                            |
| ------------------------------- | ----------------------------------------------------------------- |
| Bahut Pyar Karte Hain           | Anuradha Paudwal/S. P. Balasubramaniam                            |
| Dekha Hai Pehli Baar            | S. P. Balasubramaniam, Alka Yagnik                                |
| Jeeyen To Jeeyen Kaise          | Kumar Sanu, S. P. Balasubramaniam, Pankaj Udhas, Anuradha Paudwal |
| Mera Dil Bhi Kitna Pagal Hai    | Kumar Sanu, Alka Yagnik                                           |
| Pehli Baar Mile Hain            | S. P. Balasubramaniam                                             |
| Tu Shayar Hai Main Teri Shayari | Alka Yagnik                                                       |
| Tumse Milne Ki Tamanna Hai      | S. P. Balasubramaniam                                             |